# Mocsárciprusfélék
A mocsárciprusfélék (Taxodiaceae) Saporta, 1865 a tűlevelű növények különálló családja volt 10 nemzetséggel. A genetikai vizsgálatok kimutatták, hogy nincsenek olyan konzisztens eltérések a Taxodiceae és a ciprusfélék családja (Cupressaceae) között, ami indokolja a szétválasztást. Ezért a két csoportot összevonták, és ciprusfélék (Cupressaceae) családja név alatt szerepeltetik, kivéve a japán ernyőfenyő (Sciadopitys) nemzetséget, amely család szintre emelkedett Sciadopityaceae néven. Az összevonás mára széleskörűen elfogadott.
A korábban a Taxodiaceae családba sorolt nemzetségek:
- Tasman-fenyő (Athrotaxis)
- japánciprus vagy szugifenyő (Cryptomeria);
- szúrósfenyő (Cunninghamia)
- kínai mocsárciprus (Glyptostrobus) — a nemzetség monotipikus; amint neve utal erre, egyetlen faja Kínában, vizek mentén él;[1]
- kínai mamutfenyő (Metasequoia);
- japán ernyőfenyő (Sciadopitys);
- örökzöld mamutfenyő (Sequoia);
- óriás mamutfenyő (Sequoiadendron);
- tajvani fenyő (Taiwania);
- mocsárciprus (Taxodium)

A mocsárciprusfélék az északi félgömbön elterjedt, viszonylag nagy termetű, fás szárú nyitvatermők. Tobozaik kicsik, a tobozpikkelyek összenőttek. Különlegességük, hogy léggyökereket növesztenek, és azokban levegőztető szövet található. Magyarországon egyetlen őshonos fajuk sem él.